# Waidmannsfeld
Waidmannsfeld är en ort och kommun  i Österrike. Den ligger i distriktet Wiener Neustadt-Land i förbundslandet Niederösterreich, 50 kilometer sydväst om huvudstaden Wien. Huvudorten är Neusiedl.
Kommunen består av tre orter (Ortschaften) (inom parentes invånarantal 1 januari 2024):
- Neusiedl (1 082)
- Schallhof (28)
- Waidmannsfeld (373)